# Shaggy
Shaggy, nome artístico de Orville Richard Burrell, (Kingston, 22 de outubro de 1968) é um cantor jamaicano de reggae e hip hop. Foi morar em Nova York na adolescência, cresceu como DJ e aos 18 anos foi morar com a mãe em Brooklyn.

## Biografia
Natural da Jamaica, Shaggy muda-se ainda na adolescência para Flatbush, Brooklyn e aí começa envolver-se na cena reggae, conseguindo o seu primeiro êxito nas pistas de dança com o tema "Big Up". Foi num sound system, uma espécie de trio elétrico sem músicos, mas com uma poderosa aparelhagem de som, que promove bailes pelas ruas, do Brooklyn que Shaggy aprendeu a soltar a língua ao som do dancehall. Apesar da magreza que lhe valeu, ainda na escola, o apelido de Shaggy, nome original do Salsicha, companheiro do cachorro Scooby Doo no desenho animado de mesmo nome. Aos 20 anos, alistou-se na Marinha dos Estados Unidos e foi mandado para o Iraque na Guerra do Golfo. 
Enquanto estava estacionado em Camp LeJeune, Carolina do Norte, grava, num pequeno estúdio de Nova York o tema "Oh Carolina", fardado com uniforme norte-americano. Apesar de usar um original de outro artista, o músico jamaicano dá-lhe o seu cunho pessoal introduzindo-lhe uma nova letra, trabalhou em conjunto com produtores como, Sting Intl., Don One, Lloyd 'Spiderman' Campbell e Robert Livingston.

### Trajetória profissional
Shaggy decidiu seguir com a música, e, em 1992, com uma versão de um clássico da música jamaicana, "Oh Carolina", interpretado originalmente pelos Folkes Brothers, Shaggy se projetou nos Estados Unidos e na Inglaterra. 
O tema é um êxito esmagador, nomeadamente na Inglaterra, onde o single vende mais de 600 mil cópias, passando insistentemente em várias rádios britânicas, especialmente na Radio One, uma rádio pouco dada ao reggae, durante o ano de 1993.
Além da sua música, a sua afabilidade e carisma impressionam também os britânicos, como o comprovam as quatro atuações consecutivas no programa televisivo Top of the Pops. Depois, um dueto na canção "One More Chance" com o reggaeman inglês Maxi Priest, o trouxe até o Brasil, vindo para fazer uma breve participação no show do colega no festival Hollywood Rock, acabou roubando a noite. 
O êxito de "Oh Carolina", não passa despercebido aos olhos da major Virgin Records, que com ele assina um contrato milionário que inclui a gravação do álbum Pure Pleasure em 1993. No ano de 1993, lançou Pure Pleasure alçado com o hit "Oh Carolina". Seu grande momento, porém, ainda estava por vir, com o álbum Boombastic, e o single homônimo tema de um comercial da Levi's e, Shaggy fez um dos discos mais tocados em 1995, valendo-lhe seu primeiro disco de platina, além de um Grammy por melhor álbum de reggae. No ano de 1997 Shaggy lança o álbum Midnite Lover.
Em 2000, retornou com o álbum Hot Shot, chegando ao primeiro lugar das paradas européias e da Billboard, vendendo seis milhões de cópias em apenas três semanas com faixas como "Angel", construída em cima do velho hit "Angel of the Morning" de Juice Newton, e utilização de samples de "The Joker", da Steve Miller Band. Vinte e seis semanas depois, porém, em fevereiro de 2001, o single "It Wasn't Me", com participação de Ricardo RikRok Ducent, levou o disco ao topo da parada, superando até a coletânea 1, dos Beatles.
No ano de 2002, o cantor lançou o álbum Lucky Day com participações de outros artistas em algumas músicas, como Barrington Levy, Brian & Tony Gold, Chaka Khan, Ricardo "Rik Rok", entre outros. Neste mesmo ano participou da trilha sonora do filme Scooby-Doo, com a música "Shaggy, Where Are You?" pela Atlantic Records. Volta em 2005 com o álbum Clothes Drop com participações de Olivia, will.i.am, Fergie, Nicole Scherzinger, entre outros.
Em 11 de março de 2007, Shaggy realiza a canção oficial da Copa do Mundo de Críquete de 2007, intitulada "The Game of Love and Unity", na cerimônia de abertura no Estádio Greenfield, em Trelawny, Jamaica. No mesmo ano, ingressou com Cyndi Lauper para Singapura para o Sonnet Music Festival, cantando "Girls Just Want to Have Fun". Em agosto de 2007, é lançado o oitavo álbum de estúdio de Shaggy, Intoxication. O primeiro single do álbum foi "Church Heathen". O segundo single foi "What's Love", gravado pela Konvict Muzik com o cantor Akon. Em 2008, a UEFA escolheu Shaggy para gravar o hino oficial para os mascotes Trix e Flix da Euro 2008, chamada "Feel the Rush". Mas a federação européia não considerou esta a canção oficial do torneio, embora esta tenha a ver com a Euro 2008.
Em 4 de dezembro de 2008, Intoxication foi indicado para a categoria de "melhor álbum de reggae" no 51º Grammy Awards.

## Discografia

### Álbuns de estúdio
- 1993 - Pure Pleasure
- 1994 - Original Doberman
- 1995 - Boombastic
- 1997 - Midnite Lover
- 2001 - Hot Shot
- 2002 - Lucky Day
- 2005 - Clothes Drop
- 2007 - Intoxication
- 2011 - Summer In Kingston
- 2012 - Rise
- 2013 - Out of Many, One Music
- 2019 - Wah Gwaan?!
- 2020 - Hot Shot 2020